# Royal Rumble (2007)
Cet article concerne la 20ème édition du pay-per-view Royal Rumble. Pour toutes les autres éditions, voir WWE Royal Rumble.
La 20e édition du Royal Rumble est une manifestation de catch (lutte professionnelle) télédiffusée et visible uniquement en paiement à la séance. L'événement, produit par la World Wrestling Entertainment (WWE), a eu lieu le 28 janvier 2007 au AT&T Center de la ville de San Antonio, dans l'état du Texas.
C'était la première fois que la nouvelle division ECW participait au Royal Rumble match. Le vainqueur pouvait recevoir un match de championnat à WrestleMania pour le ECW World Heavyweight Championship comme une alternative au WWE Championship ou au World Heavyweight Championship. Il y avait une distribution inégale du nombre de participants entre les divisions (avec 13 catcheurs de RAW, 10 de SmackDown et 7 de la ECW), à l'inverse des années précédentes où il y avait un partage égal du nombre de participants entre RAW et SmackDown!.
En France, cet évènement a fait l'objet d'une sortie en DVD chez One Plus One.

## Résultats
- The Hardy Boyz (Matt & Jeff) def MNM (Joey Mercury & Johnny Nitro) (15:27)
  - Jeff Hardy a porté le tombé sur Johnny Nitro après un Twist of Fate de Matt et un Swanton Bomb de Jeff.
- Bobby Lashley def Test par décompte à l'extérieur pour conserver le ECW World Championship (7:18)
  - Après le match, Lashley, frustré de ne pas avoir terminé le match « à la loyale », a ramené Test et lui a appliqué le Running Powerslam.
- Batista def Mr. Kennedy pour conserver le WWE World Heavyweight Championship (10:29)
  - Batista a effectué le tombé sur Kennedy après avoir porté son Batista Bomb.
- John Cena def Umaga dans un Last Man Standing match pour conserver le WWE Championship (23:09)
  - La table des commentateurs de la ECW a été détruite durant le match.
  - Umaga a été incapable de répondre au compte de 10 après que John Cena l'ait étranglé en se servant des cordes pendant son STFU.
- The Undertaker a remporté le Royal Rumble.(56:18)
  - Les deux finalistes ont été Shawn Michaels et The Undertaker. Ce dernier a contré le Sweet Chin Music de Michaels pour ensuite le faire passer par-dessus la 3e corde.

## Entrées et éliminations du Royal Rumble
Le rouge ██ indique une superstar de RAW, le bleu ██ indique une superstar de SmackDown, et le gris ██ indique une superstar de la ECW. Un nouvel entrant arrivait approximativement toutes les 90 secondes.
| Entrée | Entrant          | Division | Ordre d'élimination | Éliminé par                                                                                            | Temps |
| ------ | ---------------- | -------- | ------------------- | --- | ----- |
| 1      | Ric Flair        | Raw      | 1                   | Edge & Kenny Dykstra                                                                                   | 5:40  |
| 2      | Finlay           | SD!      | 12                  | Shawn Michaels                                                                                         | 32:33 |
| 3      | Kenny Dykstra    | Raw      | 2                   | Edge                                                                                                   | 4:05  |
| 4      | Matt Hardy       | SD!      | 9                   | Randy Orton                                                                                            | 18:55 |
| 5      | Edge             | Raw      | 28                  | Shawn Michaels                                                                                         | 44:02 |
| 6      | Tommy Dreamer    | ECW      | 3                   | Kane                                                                                                   | 6:41  |
| 7      | Sabu             | ECW      | 4                   | Kane                                                                                                   | 5:28  |
| 8      | Gregory Helms    | SD!      | 5                   | King Booker                                                                                            | 6:50  |
| 9      | Shelton Benjamin | Raw      | 14                  | Shawn Michaels                                                                                         | 22:22 |
| 10     | Kane             | SD!      | 11                  | King Booker                                                                                            | 13:21 |
| 11     | CM Punk          | ECW      | 22                  | The Great Khali                                                                                        | 27:16 |
| 12     | King Booker      | SD!      | 10                  | Kane                                                                                                   | 9:22  |
| 13     | Super Crazy      | Raw      | 7                   | Edge & Randy Orton                                                                                     | 4:32  |
| 14     | Jeff Hardy       | Raw      | 8                   | Edge                                                                                                   | 3:39  |
| 15     | The Sandman      | ECW      | 6                   | King Booker                                                                                            | 0:13  |
| 16     | Randy Orton      | Raw      | 27                  | Shawn Michaels                                                                                         | 27:15 |
| 17     | Chris Benoit     | SD!      | 19                  | The Great Khali                                                                                        | 17:52 |
| 18     | Rob Van Dam      | ECW      | 21                  | The Great Khali                                                                                        | 16:28 |
| 19     | Viscera          | Raw      | 13                  | Rob Van Dam, Edge, CM Punk, Chris Benoit, Johnny Nitro, Shelton Benjamin, Hardcore Holly & Kevin Thorn | 6:22  |
| 20     | Johnny Nitro     | Raw      | 15                  | Chris Benoit                                                                                           | 6:18  |
| 21     | Kevin Thorn      | ECW      | 16                  | Chris Benoit                                                                                           | 6:15  |
| 22     | Hardcore Holly   | ECW      | 18                  | The Great Khali                                                                                        | 10:21 |
| 23     | Shawn Michaels   | Raw      | 29                  | Undertaker                                                                                             | 24:11 |
| 24     | Chris Masters    | Raw      | 17                  | Rob Van Dam                                                                                            | 3:32  |
| 25     | Chavo Guerrero   | SD!      | 24                  | The Great Khali                                                                                        | 6:24  |
| 26     | MVP              | SD!      | 26                  | Undertaker                                                                                             | 7:32  |
| 27     | Carlito          | Raw      | 23                  | The Great Khali                                                                                        | 3:19  |
| 28     | The Great Khali  | Raw      | 25                  | Undertaker                                                                                             | 3:45  |
| 29     | The Miz          | SD!      | 20                  | The Great Khali                                                                                        | 0:07  |
| 30     | The Undertaker   | SD!      | –                   | Vainqueur                                                                                              | 13:15 |

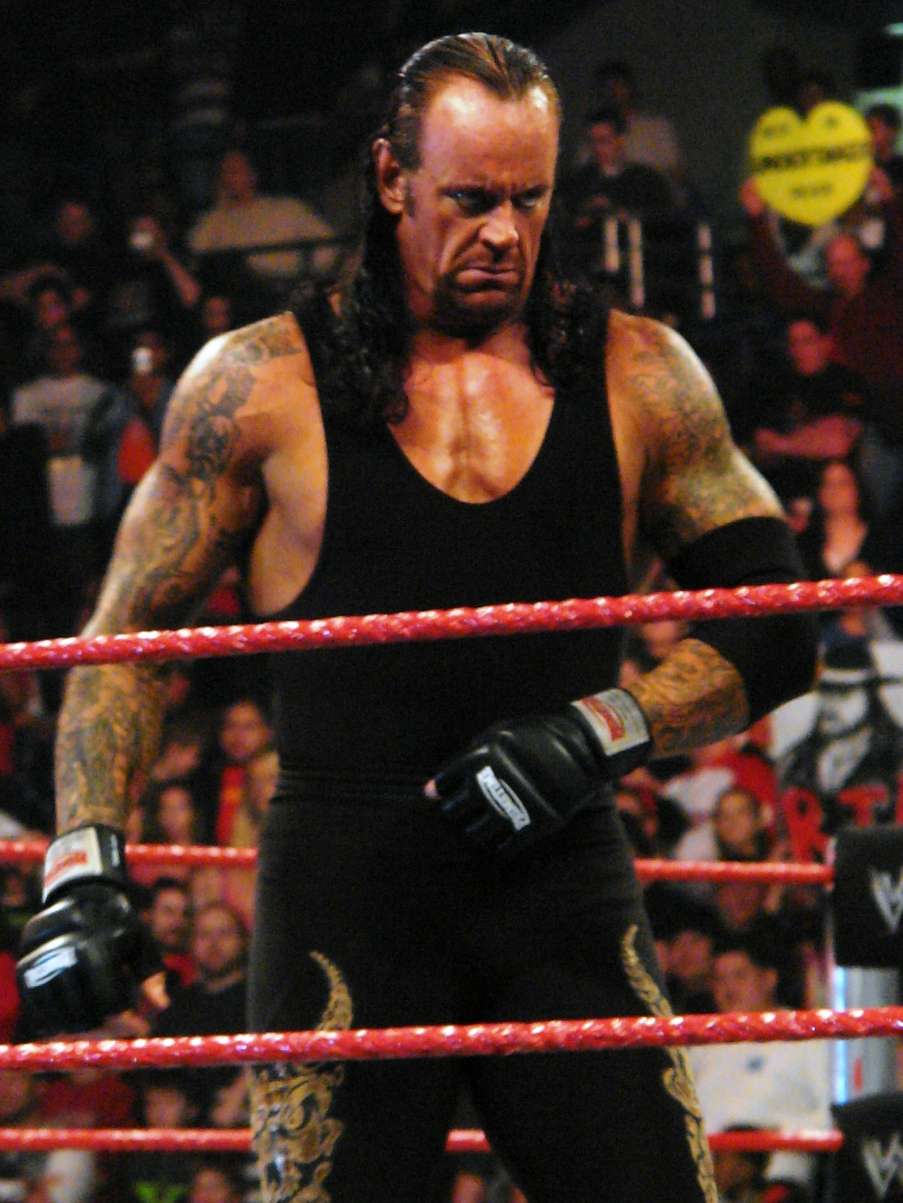
The Undertaker, vainqueur du Royal Rumble match.

- Edge est celui qui est resté le plus longtemps sur le ring avec 44:02 minutes.
- The Miz est celui qui est resté le moins longtemps sur le ring avec 0:07 secondes.
- C'est la deuxième année de suite que Shelton Benjamin se fait éliminer par Shawn Michaels.
- 8 hommes ont été nécessaires pour éliminer Viscera, 9 avec Shawn Michaels qui venait de lui infliger un Sweet Chin Music.
- En entrant, le Great Khali a éliminé 7 hommes à la suite et seul The Undertaker est resté debout sous ses coups.
- C'est le dernier rumble de Chris Benoit (il est mort en juin 2007).
- The Undertaker choisit d'affronter Batista pour le WWE World Heavyweight Championship à WrestleMania 23. Il remporte le match après 15 minutes et 47 secondes de combat. Il était jusqu'en 2011 le dernier vainqueur du Royal Rumble à remporter un titre mondial à WrestleMania (Sheamus ayant remporté le championnat du monde poids lourds à Wrestlemania XXVIII en 2012).
- The Undertaker est le 1er catcheur à remporter un royal rumble en entrant en 30e position (il avait obtenu ce numéro également en 1997 et en 2003).